# Val Guest
Val Guest (* 11. Dezember 1911 in London als Valmond Maurice Grossmann; † 10. Mai 2006 in Palm Springs) war ein britischer Regisseur, Drehbuchautor und Filmproduzent. Guest galt als besonders vielseitig.

## Leben
Guest begann seine Karriere als Schauspieler auf britischen Theaterbühnen und in Minirollen beim frühen britischen Tonfilm. Nebenher betrieb er allein das Londoner Büro des „Hollywood Reporter“. Eine Begegnung mit Marcel Varnel brachte ihn dazu, Drehbücher für die Gainsborough Studios zu schreiben. Regisseur dieser Filme war üblicherweise Varnel, der Starkomiker Will Hay oft der Hauptdarsteller. Einen Großteil der Drehbücher schrieb er zusammen mit Marriott Edgar und J.O.C. Orton. Anfang der 1940er Jahre begann er die ersten Kurzfilme für das Informationsministerium zu realisieren. Zum ersten Mal Regie bei einem großen Kinofilm führte er 1943 beim Musical Miss London Ltd. Zwischen 1954 und 1960 arbeitete er ein knappes Dutzend Mal für die Hammer Company. Er inszenierte einige der vorgeblich besten wie auch schlechtesten britischen Filme. Besonders aus der Masse ragen die zwei Science-Fiction-Filme Schock (The Quatermass Xperiment, 1955) und Der Tag, an dem die Erde Feuer fing (The Day the Earth Caught Fire, 1961).
1954 heiratete er die Schauspielerin Yolande Donlan, mit der er bis zu seinem Tod zusammen war. Zwischen 1951 und 1963 arbeiteten beide bei acht Filmen zusammen. Weitere bekannte Filme Guests waren beispielsweise Casino Royale, Carry On Admiral (der Gerald Thomas zu seiner erfolgreichen Filmreihe Carry-On… inspirierte), sowie Dolche in der Kasbah (Where the Spies Are). Bei den Fernsehserien Die 2 und Mondbasis Alpha 1 führte er bei einigen Folgen Regie.
1960 war er für den Film Feinde von gestern (Yesterday's Enemy, 1959) in zwei Kategorien für den British Film Academy Award nominiert, 1961 für Hetzjagd (Hell Is a City, 1960). 1962 schließlich gewann er den Preis für das Beste britische Drehbuch für Der Tag, an dem die Erde Feuer fing. Guest war an den Drehbüchern zu fast 80 Filmen und Serien beteiligt und führte bei über 50 Produktionen Regie. Einige der Filme produzierte er selbst. Sogar Lieder schrieb er für mehrere seiner Filme.

## Filmografie (Auswahl)

### Drehbuch
- 1935: No Monkey Business
- 1936: Public Nuisance No. 1
- 1936: A Star Fell from Heaven
- 1936: All In
- 1937: Good Morning, Boys
- 1937: O-Kay for Sound
- 1937: Otto, zieh’ die Bremse an! (Oh, Mr Porter!)
- 1938: Convict 99
- 1938: Alf’s Button Afloat
- 1938: Old Bones of the River
- 1939: Ask a Policeman
- 1939: The Frozen Limits
- 1940: Where’s That Fire?
- 1940: Band Waggon
- 1941: Gasbags
- 1941: The Ghost Train
- 1941: Inspector Hornleigh Goes To It
- 1941: I Thank You
- 1941: Hi Gang!
- 1942: Back-Room Boy
- 1942: King Arthur Was a Gentleman
- 1943: Miss London Ltd.
- 1944: Bees in Paradise
- 1944: Give Us the Moon
- 1945: Musikpiraten (I’ll Be Your Sweetheart)
- 1947: Just William’s Luck
- 1948: William Comes to Town
- 1949: Murder at the Windmill
- 1949: Paper Orchid
- 1949: Miss Pilgrim’s Progress
- 1950: The Body Said No!
- 1951: Die Atomente (Mister Drake’s Duck)
- 1951: Glücklich und verliebt (Happy Go Lovely)
- 1951: Gift für den Anderen (Another Man’s Poison)
- 1952: Die Schmugglerprinzessin (Penny Princess)
- 1954: The Runaway Bus
- 1954: Life with the Lyons
- 1954: Zum Tanzen geboren (Dance Little Lady)
- 1955: The Lyons in Paris
- 1955: Spionagenetz Hamburg (Break in the Circle)
- 1955: Schock (The Quatermass Xperiment)
- 1955: Die letzte Frist (They Can’t Hang Me)
- 1956: Women Without Men
- 1956: It’s a Wonderful World
- 1957: Feinde aus dem Nichts (Quatermass 2)
- 1957: Carry On Admiral
- 1958: Die gelbe Hölle (The Camp on Blood Island)
- 1958: Immer Ärger in der Army (Up the Creek)
- 1958: Noch mehr Ärger in der Army (Further Up the Creek)
- 1960: Life Is a Circus
- 1960: Hetzjagd (Hell Is a City)
- 1960: Dentist in the Chair
- 1960: Der unsichtbare Schatten (The Full Treatment)
- 1961: Der Tag, an dem die Erde Feuer fing (The Day the Earth Caught Fire)
- 1962: Jigsaw
- 1963: 80.000 Suspects
- 1964: Dschungel der Schönheit (The Beauty Jungle)
- 1965: Dolche in der Kasbah (Where the Spies Are)
- 1967: Geheimauftrag K (Assignment K)
- 1970: Toomorrow
- 1970: Als Dinosaurier die Erde beherrschten (When Dinosaurs Ruled the Earth)
- 1971: Die 2 (The Persuaders!, Fernsehserie, Episode 1x02)
- 1972: Au-Pair-Girls
- 1974: Mission: Monte Carlo
- 1974: Ohne Hemd und ohne Höschen – Der Fensterputzer (Confessions of a Window Cleaner)
- 1976: Die Söldner (Killer Force)
- 1981: Dangerous Davies: The Last Detective (Fernsehfilm)
- 1983: Tom und Bobby in Aktion (The Boys in Blue)

### Regie
- 1943: Miss London Ltd.
- 1944: Bees in Paradise
- 1944: Give Us the Moon
- 1945: Musikpiraten (I’ll Be Your Sweetheart)
- 1947: Just William’s Luck
- 1948: William Comes to Town
- 1949: Murder at the Windmill
- 1949: Miss Pilgrim’s Progress
- 1950: The Body Said No!
- 1951: Die Atomente (Mister Drake’s Duck)
- 1952: Die Schmugglerprinzessin (Penny Princess)
- 1954: The Runaway Bus
- 1954: Life with the Lyons
- 1954: Zum Tanzen geboren (Dance Little Lady)
- 1954: Robin Hood, der rote Rächer (The Men of Sherwood Forest)
- 1955: The Lyons in Paris
- 1955: Spionagenetz Hamburg (Break in the Circle)
- 1955: Schock (The Quatermass Xperiment)
- 1955: Die letzte Frist (They Can’t Hang Me)
- 1956: It’s a Wonderful World
- 1956: Im Schatten der Angst (The Weapon)
- 1957: Feinde aus dem Nichts (Quatermass 2)
- 1957: Carry On Admiral
- 1957: Yeti, der Schneemensch (The Abominable Snowman)
- 1958: Die gelbe Hölle (The Camp on Blood Island)
- 1958: Immer Ärger in der Army (Up the Creek)
- 1958: Noch mehr Ärger in der Army (Further Up the Creek)
- 1959: Feinde von gestern (Yesterday’s Enemy)
- 1959: Expresso Bongo
- 1960: Life Is a Circus
- 1960: Hetzjagd (Hell Is a City)
- 1960: Der unsichtbare Schatten (The Full Treatment)
- 1961: Der Tag, an dem die Erde Feuer fing (The Day the Earth Caught Fire)
- 1962: Jigsaw
- 1963: 80.000 Suspects
- 1964: Dschungel der Schönheit (The Beauty Jungle)
- 1965: Dolche in der Kasbah (Where the Spies Are)
- 1967: Casino Royale
- 1967: Geheimauftrag K (Assignment K)
- 1970: Toomorrow
- 1970: Als Dinosaurier die Erde beherrschten (When Dinosaurs Ruled the Earth)
- 1971: Die 2 (The Persuaders!, Fernsehserie, 2 Episoden)
- 1972: Au-Pair-Girls
- 1972–1973: Gene Bradley in geheimer Mission (The Adventurer, Fernsehserie, 8 Episoden)
- 1974: Ohne Hemd und ohne Höschen – Der Fensterputzer (Confessions of a Window Cleaner)
- 1976: Die Söldner (Killer Force)
- 1976: The Switch
- 1976–1977: Mondbasis Alpha 1 (Space: 1999, Fernsehserie, 3 Episoden)
- 1979–1980: Sherlock Holmes und Dr. Watson (Sherlock Holmes and Doctor Watson, Fernsehserie, 9 Episoden)
- 1980: The Shillingbury Blowers (Fernsehfilm)
- 1981: Dangerous Davies: The Last Detective (Fernsehfilm)
- 1981: Geschichten aus Shillingbury (Shillingbury Tales, Fernsehserie, 6 Episoden)
- 1983: Tom und Bobby in Aktion (The Boys in Blue)
- 1984: Vorsicht, Hochspannung! (Hammer House of Mystery and Suspense, Fernsehserie, 3 Episoden)

### Produktion
- 1952: Die Schmugglerprinzessin (Penny Princess)
- 1954: The Runaway Bus
- 1959: Expresso Bongo
- 1960: Der unsichtbare Schatten (The Full Treatment)
- 1961: Der Tag, an dem die Erde Feuer fing (The Day the Earth Caught Fire)
- 1962: Jigsaw
- 1963: 80.000 Suspects
- 1964: Dschungel der Schönheit (The Beauty Jungle)
- 1965: Dolche in der Kasbah (Where the Spies Are)